# La Grange, Texas
La Grange är administrativ huvudort i Fayette County i Texas. Enligt 2010 års folkräkning hade La Grange 4 641 invånare.

## Kända personer från La Grange
- Homer Bailey, basebollspelare